# Toestel van Kipp

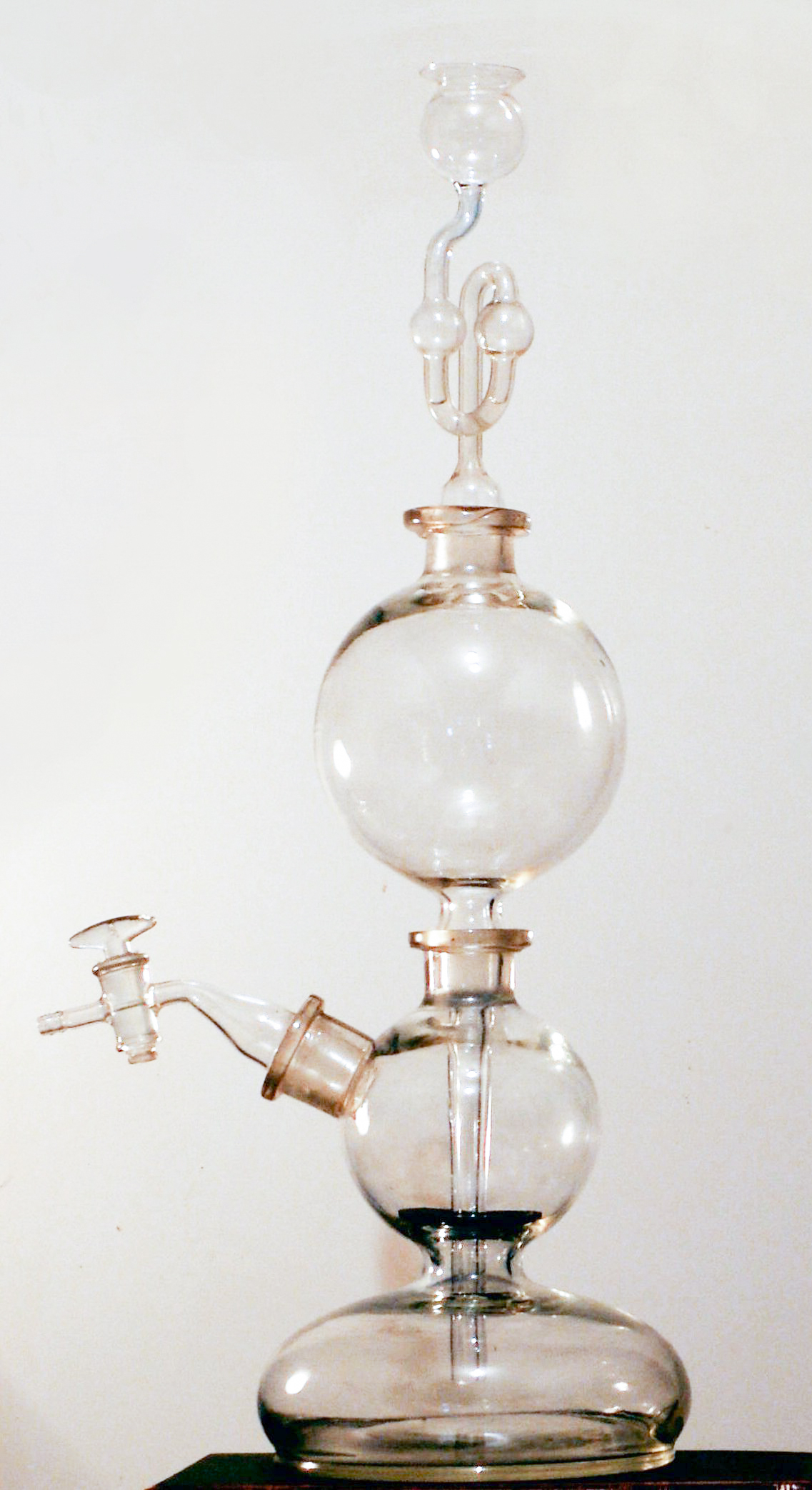
Toestel van Kipp

Het toestel van Kipp is een  laboratoriumglaswerk waarmee op een kleine hoeveelheid gas bereid kan worden. In het verleden - toen er nog geen gascilinders bestonden - werd dit toestel gebruikt op plaatsen waar gassen gebruikt werden, zoals laboratoria.
Het toestel werd rond 1844 ontwikkeld door de Nederlandse apotheker en scheikundige Petrus Jacobus Kipp, gebaseerd op een eerder model van de Engelse scheikundige James Marsh.

## Bouw en werking
Het apparaat bestaat voornamelijk uit glas en is onderverdeeld uit drie kamers of niveaus (en daarboven in het algemeen nog een waterslot):
1. De onderste kamer wordt gevuld met een sterk zuur (bijvoorbeeld zoutzuur). Deze kamer staat via een smalle opening in verbinding met de middelste kamer.
2. De middelste kamer is gevuld met een vaste stof (in de vorm van korrels of brokken). De aard van deze stof is afhankelijk van het gas dat bereid moet worden.
3. De bovenste kamer bevat ook een zuur. De bovenste kamer staat met een lange cilindrische buis in contact met de onderste kamer.

Als de kraan open staat, zakt het vloeistofniveau in de bovenste kamer waarbij het zich naar de onderste kamer verplaatst. Hierdoor stijgt het niveau in de onderste kamer zodanig dat het zuur naar de middelste kamer geleid wordt, waar het kan reageren met de daar aanwezige vaste stof, met vorming van een gas.
Wanneer de kraan weer wordt dichtgedraaid, zal de druk door de gasontwikkeling in de middelste kamer stijgen. Het zuur wordt daardoor in de onderste kamer geperst, zodat het contact met het zuur en de reagerende stof wordt verbroken. De gasontwikkeling stopt. Het zuur is tegelijkertijd weer naar het bovenste reservoir gestuwd. Op deze manier kan het toestel meerdere malen gebruikt worden voor gasproductie.

## Soorten gassen
In het toestel kunnen verschillende gassen bereid worden, afhankelijk van de gebruikte vaste stof in de middelste kamer:
- Koolstofdioxide met calciumcarbonaat
- Waterstofgas met zink, magnesium of aluminium
- Waterstofsulfide met ijzer(II)sulfide
- Ethyn met calciumcarbide en water (in plaats van zoutzuur)
- Chloorgas met kaliumpermanganaat, kaliumbromaat of mangaan(IV)oxide en zoutzuur
- Stikstofdioxide met koper en salpeterzuur